# 福昌堂
株式会社福昌堂（ふくしょうどう）は、かつて東京都世田谷区北烏山に本社を置いていた出版社。

## 概要
主に武道、格闘技等の関連書籍を発行していた。代表的な出版物に「月刊空手道」「月刊フルコンタクトKARATE」があった。
福昌堂と関連の福昌堂印刷は2016年1月20日、東京地方裁判所より破産開始決定を受けた。負債は福昌堂が債権者32名に対して約9000万円、関連の福昌堂印刷は債権者9名に対して約7000万円で、2社の合計は約1億6000万円となっている。
関連会社の福昌堂印刷は2016年6月13日に法人格が消滅。福昌堂自体も、2018年7月13日に法人格が消滅した。

## 発行していた主な出版物
- 月刊空手道
- 月刊フルコンタクトKARATE
  - 2誌とも2015年7月に統合され、「月刊空手道&フルコンタクト」として発行していた。
- 武術(うーしゅう)
  - 1号から12号までは月刊空手道の別冊だったが、13号より単独で月刊誌として出版。43号からは季刊。129号を以て休刊[5]。